# Kronenburg
Kronenburg este o localitate din Eifel, aproape de granița germano-belgiană. El aparține de districtul Euskirchen, Renania de Nord-Westfalia, Germania. Ea este cunoscută prin păstrarea imaginii care a avut-o  localitatea în urmă cu 400 de ani.